# Audrehem
Audrehem (flämisch: Oudehem) ist eine französische Gemeinde mit 522 Einwohnern (Stand: 1. Januar 2022) im Département Nord in der Region Hauts-de-France. Sie gehört zum Arrondissement Saint-Omer und zum Kanton Lumbres. 

## Geographie

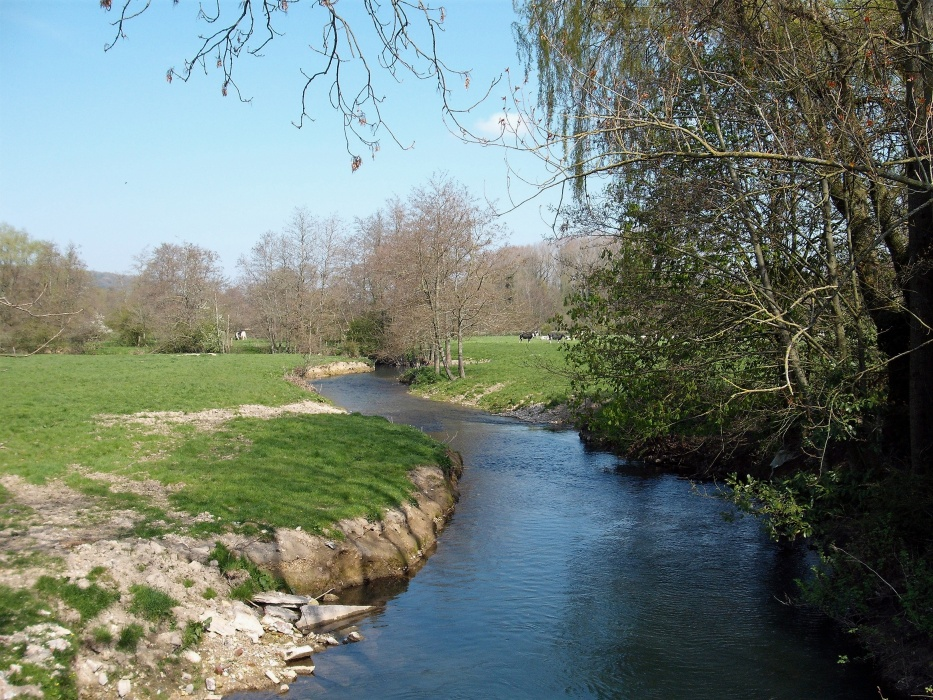
Die Hem in Audrehem

Die Gemeinde Audrehem liegt an der Hem im Regionalen Naturpark Caps et Marais d’Opale, etwa 18 Kilometer westnordwestlich von Saint-Omer. Sie grenzt an Clerques im Nordwesten und Norden, Bonningues-lès-Ardres im Nordosten und Osten, Journy im Südosten und Süden, Haut-Loquin im Süden und Südwesten, Rebergues im Südwesten und Westen sowie Licques im Westen. Die Gemeinde gehört.

## Bevölkerungsentwicklung
| Jahr                       | 1962 | 1968 | 1975 | 1982 | 1990 | 1999 | 2006 | 2013 | 2022 |
| -------------------------- | ---- | ---- | ---- | ---- | ---- | ---- | ---- | ---- | ---- |
| Einwohner                  | 321  | 319  | 295  | 283  | 316  | 357  | 429  | 522  | 522  |
| Quellen: Cassini und INSEE |      |      |      |      |      |      |      |      |      |

## Sehenswürdigkeiten
- Kirche Saint-Médard aus dem 15. Jahrhundert
- Reste des Herrenhauses  von Foquesolles aus dem 15. Jahrhundert

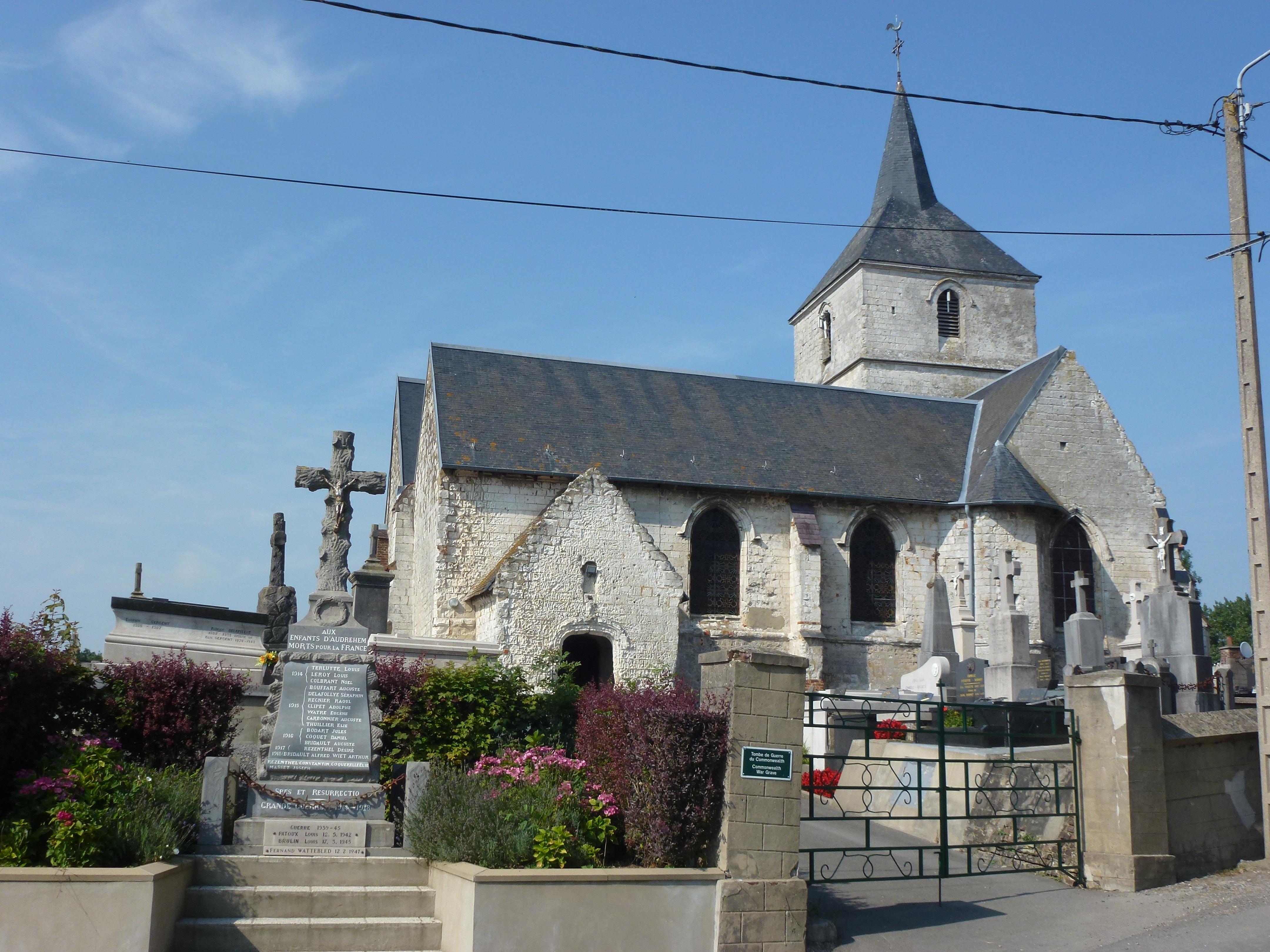
Kirche Saint-Médard

## Persönlichkeiten
- Arnoul d’Audrehem (um 1305–1370), Söldner
- Louis Amédée Rappe (1801–1877), Bischof von Cleveland